# Джоан Фонтейн
Джоан Фонтейн (на английски: Joan Fontaine) е британско-американска актриса, носителка на наградата „Оскар“. Има звезда на Алеята на славата в Лос Анджелис. 

## Биография
Родена е в Токио, Япония. Става гражданин на САЩ през 1943 г. Печели своя „Оскар“ за ролята си във филма „Подозрение“ на Алфред Хичкок. Тя е единственият актьор, награден с „Оскар“ за роля във филм на Хичкок. Нейната сестра е Оливия де Хавиланд, с която имат обтегнати отношения. От 1975 г. двете сестри не си говорят поради конкуренцията между тях в Холивуд. Има 4 брака с дъщеря от втория. През 1951 г. Фонтейн осиновява втората си дъщеря – 4-годишно момиче от Перу.

## Избрана филмография
| година | филм       | оригинално заглавие | роля                          | режисьор      |
| ------ | ---------- | ------------------- | ----------------------------- | ------------- |
| 1939   | Жените     | The Women           | Пеги Дей                      | Джордж Кюкор  |
| 1940   | Ребека     | Rebecca             | втората съпруга на г-н Уинтър | Алфред Хичкок |
| 1941   | Подозрение | Suspicion           | Лина Маклайдлоу Айсгарт       | Алфред Хичкок |